# Hylaeamys megacephalus
Hylaeamys megacephalus é uma espécie de roedor da família Cricetidae.
Pode ser encontrada nos seguintes países: Bolívia, Brasil, Colômbia, Equador, Guiana Francesa, Guiana, Paraguai, Peru, Suriname, Trinidad e Tobago e Venezuela.